# Koi wa Tsuzuku yo doko made mo
Koi wa Tsuzuku yo Doko made mo (tiếng Nhật: 恋はつづくよどこまでも, n.đ. 'tình yêu sẽ kéo dài mãi mãi') là một bộ manga do Enjōji Maki sáng tác và minh họa. Tác phẩm được đăng trên tạp chí Petit Comic của nhà xuất bản Shōgakukan từ tháng 6 năm 2016 đến tháng 1 năm 2019 và được xuất bản thành 7 tập. Tác phẩm cũng được chuyển thể thành một bộ phim truyền hình kéo dài 10 tập, phát sóng từ tháng 1 đến tháng 3 năm 2020, do Satō Takeru và Kamishiraishi Mone đóng chính.

## Cốt truyện
Sakura Nanase, một nữ sinh năm cuối trung học, đã đem lòng yêu một bác sĩ sau một cuộc gặp tình cờ. Cô quyết tâm theo học nghề y tá với hy vọng được gặp lại người mà mình thầm thương. Sau năm năm theo học tại trường nghề, cô cuối cùng cũng được gặp lại Tendō Kairi, vị bác sĩ trong mộng của cô, và bàng hoàng nhận ra rằng tính cách của anh không hề giống như cô tưởng tượng; trái lại, anh là một bác sĩ nghiêm khắc, hống hách và thường bị đồng nghiệp gọi với biệt danh "Maō" (Ma Vương). Tuy nhiên, điều đó không ngăn cản cô thổ lộ tâm tình của mình với bác sĩ Tendō một cách chân thành và thuần khiết. Sakura trở nên nổi tiếng khắp nơi trong bệnh viện và được đàn anh đặt biệt danh là "Anh Hùng" vì cô không hề nao núng trước những gian nan trắc trở, tựa như vị anh hùng dũng cảm đứng lên chống lại Ma Vương. Trong mắt mọi người, Sakura là một người liều lĩnh; tuy vậy, cô chỉ đang cố gắng hết sức để biểu đạt tình cảm của mình. Tình yêu và nỗ lực bền bỉ mà Sakura dành cho nghề y tá đã làm cho trái tim sắt đá của bác sĩ Tendō ngày càng tan chảy.

## Nhân vật
Sakura Nanase (佐倉 七瀬)
Nữ y tá khoa Hô hấp.
Sakura ao ước được trở thành y tá sau khi tận mắt thấy bác sĩ Tendō sơ cứu cho một người cao tuổi vào khoảng 5 năm trước. Nhờ tinh thần làm việc rất có trách nhiệm, cô dần dần giành được lòng tin từ các đồng nghiệp của mình. Cô có biệt danh là "Anh Hùng". Sakura thích rượu và thường uống rượu vào buổi tối cùng với Tendō Ryūko, chị ruột của bác sĩ Tendō; tuy nhiên, cô có tửu lượng rất thấp và thường hành động một cách thiếu suy nghĩ trong cơn say.
Tendō Kairi (天堂 浬)
Bác sĩ khoa Hô hấp.
Bác sĩ Tendō có vẻ ngoài lạnh lùng và khó gần. Ban đầu, anh đối xử với Sakura một cách hờ hững, nhưng sau một thời gian hướng dẫn Sakura với tư cách là cấp trên, dõi theo sự trưởng thành của cô và dạy cho cô những điều quan trọng trong nghề y tá, anh bắt đầu bị thu hút bởi sự tận tụy của Sakura. Anh là một bác sĩ tài giỏi cả về kỹ năng cũng như thái độ và rất được các bệnh nhân tín tưởng. Trong công việc, anh thường tỏ ra lạnh lùng, nghiêm khắc và hống hách với các đồng nghiệp, nhờ đó mà anh có biệt danh là "Ma Vương". Bác sĩ Tendō yêu thích các món ngọt, đặc biệt là bánh mì kem. Trái ngược với chị mình là Ryūko, một phụ nữ nghiện rượu, anh có tửu lượng thấp và không thể uống nhiều rượu hay bia.
Tendō Ryūko (天堂 流子)
Chị ruột của bác sĩ Tendō.
Ryūko là quản lý của tòa chung cư. Khác với bác sĩ Tendō, Ryūko có tính cách ngây thơ và là người mà bác sĩ Tendō không thể nào ưa nổi. Cô thích rượu và thường uống rượu với Sakura vào buổi tối.
Kisugi Kōichi (来生 晃一)
Bác sĩ khoa Hô hấp.
Bác sĩ Kisugi là bạn cùng khóa với bác sĩ Tendō. Anh có tính cách điềm tĩnh, hoàn toàn trái ngược với bác sĩ Tendō, và là bác sĩ được mến mộ nhất trong bệnh viện. Trong bản manga, anh có biệt danh là "Pháp sư".
Nishi Ryūsei (仁志 琉星)
Y tá khoa Nhi.
Nishi là bạn cùng khóa với Sakura. Trong thời gian thực tập, anh nhận thấy Sakura rất yêu mến trẻ em nên đã rủ cô thực tập cùng mình tại khoa Nhi. Tuy là một y tá, nhưng Nishi lại rất sợ máu. Nishi thích chị Ryūko.
Wakabayashi Minori (若林 みのり)
Bạn gái cũ của bác sĩ Tendō. Chị của Miori.
Minori là bạn cùng khóa với bác sĩ Tendō và bác sĩ Kisugi thời thực tập, tuy nhiên cô đã qua đời vì bệnh tật cách đây 8 năm.
Wakabayashi Miori (若林 みおり)
Bác sĩ khoa Ngoại-Tim mạch. Em gái song sinh của Minori.
Miori có tính cách vụng về và vô tư lự.
Kanno Misa (菅野 海砂)
Y tá phòng Cấp cứu.
Bạn cùng khóa với Sakura. Cô luôn chăm sóc cho Sakura.
Sakai Yuika (酒井 結華)
Y tá thực tập sinh.
Trong bản manga, Sakai để mắt đến bác sĩ Tendō và là tình địch của Nanase. Cô là một y tá mới ra nghề rất giỏi giang và được mọi người tin tưởng.

## Danh mục
Enjōji Maki, "Koi wa Tsuzuku yo doko made mo" (Petit Flower Comics α), Shōgakukan, 7 tập:
| # | Ngày phát hành tiếng Nhật | ISBN tiếng Nhật   |
| - | ------------------------- | ----------------- |
| 1 | 9 tháng 9 năm 2016        | 978-4-09-138559-8 |
| 2 | 10 tháng 2 năm 2017       | 978-4-09-139227-5 |
| 3 | 10 tháng 7 năm 2017       | 978-4-09-139434-7 |
| 4 | 8 tháng 12 năm 2017       | 978-4-09-139673-0 |
| 5 | 10 tháng 5 năm 2018       | 978-4-09-870065-3 |
| 6 | 10 tháng 10 năm 2018      | 978-4-09-870240-4 |
| 7 | 8 tháng 3 năm 2019        | 978-4-09-870371-5 |

## Phim truyền hình
Phim truyền hình chuyển thể từ bộ manga được phát sóng trên chương trình "Phim truyền hình thứ Ba" của Đài truyền hình TBS từ ngày 14 tháng 1 đến ngày 17 tháng 3 năm 2020.
Sau khi có thông tin cho rằng bộ phim tiếp theo, "Watashi no Kaseifu Nagisa-san", sẽ bị hoãn phát sóng cho đến ngày 7 tháng 7 do đại dịch COVID-19, một tập phim tổng hợp có tựa đề "Koi wa Tsuzuku yo doko made mo: Trái tim loạn nhịp! Bản tóm tắt" đã được phát sóng vào ngày 14 tháng 4 (từ 22:00–22:57). Bộ phim tiếp tục được phát sóng với tựa đề "Koi wa Tsuzuku yo doko made mo: Trái tim loạn nhịp! Bản đặc biệt" (phiên bản chỉnh sửa lại của tập 7, 8 và 9) phát sóng từ ngày 21 tháng 4 đến ngày 5 tháng 5, và "Koi wa Tsuzuku yo doko made mo: Trái tim loạn nhịp! Chương cuối – Tập cuối" (phiên bản chỉnh sửa lại của tập cuối) phát sóng vào ngày 12 tháng 5.
Tại vùng Kantō và một số vùng khác, phần "Bản dựng của đạo diễn: Phát sóng Marathon đặc biệt" cũng được phát sóng dưới dạng chương trình đặc biệt nhân dịp cuối năm vào ngày 29 tháng 12 năm 2020. Hai chương trình "Phát sóng Marathon đặc biệt" tiếp theo được phát sóng vào ngày 31 tháng 12 năm 2022 và ngày 2 tháng 1 năm 2023.
Khẩu hiệu quảng bá của bộ phim là 「正気か? 本気です♡」 (n.đ. 'Em nghiêm túc chứ? Em nghiêm túc đấy ♡').

### Đoàn làm phim
- Nguyên tác: "Koi wa Tsuzuku yo doko made mo" của tác giả Enjōji Maki (Petit Flower Comics α/do Shōgakukan phát hành)
- Biên kịch: Kaneko Arisa, Watanabe Mako (tập 7 và tập 9)
- Âm nhạc: Kōno Shin
- Ca khúc chủ đề: "I LOVE..." của Official Hige Dandism (Pony Canyon)
- Nhà sản xuất trưởng: Isoyama Aki
- Nhà sản xuất: Miyazaki Masako, Matsumoto Akiko
- Đạo diễn: Tanaka Kenta, Fukuda Ryōsuke, Kaneko Fuminori
- Chế tác: TBS Sparkle, TBS

### Địa điểm quay phim
- Đền Imado: (phường Imado, quận Taitō, thủ đô Tōkyō): đền thờ Shintō, nơi Sakura đến cầu duyên.[13]
- Tokyo Dome City (phường Kōraku, quận Bunkyō, thủ đô Tōkyō): công viên giải trí, nơi bác sĩ Tendō và Sakura hẹn hò.[13]
- Bệnh viện Machida (phường Asahimachi, thành phố Machida, thủ đô Tōkyō): nơi bác sĩ Tendō và Sakura làm việc.[13]
- Công viên Sumida (phường Mukōjima, quận Sumida, thủ đô Tōkyō): công viên nơi bác sĩ Tendō và Sakura trò chuyện với nhau trên băng ghế.[13]

### Lịch phát sóng
| # | Ngày phát sóng | Phụ đề                                                                                               | Biên kịch                  | Đạo diễn        | Tỷ lệ khán giả |
| --- | -------------- | --- | -------------------------- | --------------- | -------------- |
| Tập 1 | 14 tháng 1     | Bạn đời của bạn có phải là một bác sĩ máu S? Câu chuyện về tình yêu, cuộc sống và phiêu lưu bắt đầu! | Kaneko Arisa               | Tanaka Kenta    | 09.9%          |
| Tập 2 | 21 tháng 1     | Thử thách đầu tiên! Bác sĩ ôm tôi một cách dịu dàng…                                                 | Kaneko Arisa               | Tanaka Kenta    | 10.5%          |
| Tập 3 | 28 tháng 1     | Lần lấy ven tràn đầy tình yêu và nước mắt … và kìa, Ma Vương đã mỉm cười                             | Kaneko Arisa               | Fukuda Ryōsuke  | 10.2%          |
| Tập 4 | 4 tháng 2      | Một đêm chấn động! Đã xảy ra một sự kiện bất thường trong tình yêu!                                  | Kaneko Arisa               | Fukuda Ryōsuke  | 10.6%          |
| Tập 5 | 11 tháng 2     | Trở thành bạn gái! Chuyện tình bí mật với Ma Vương nơi công sở!?                                     | Kaneko Arisa               | Kaneko Fuminori | 09.6%          |
| Tập 6 | 18 tháng 2     | Đêm nồng cháy trong chuyến công tác tới Ōsaka! Có em…                                                | Kaneko Arisa               | Tanaka Kenta    | 10.9%          |
| Tập 7 | 25 tháng 2     | Một hoàng tử quyền năng đã lộ diện!? Ma Vương biến thành hiện thân của sự đố kỵ                      | Watanabe Mako Kaneko Arisa | Fukuda Ryōsuke  | 11.9%          |
| Tập 8 | 3 tháng 3      | Đừng bao giờ rời xa nhau nhé … Cuối cùng tôi đã thổ lộ!                                              | Kaneko Arisa               | Tanaka Kenta    | 12.1%          |
| Tập 9 | 10 tháng 3     | Anh yêu em … Anh yêu em …!                                                                           | Watanabe Mako Kaneko Arisa | Kaneko Fuminori | 14.7%          |
| Tập cuối | 17 tháng 3     | I LOVE … Hãy để anh bày tỏ hết lời yêu này                                                           | Kaneko Arisa               | Tanaka Kenta    | 15.4%          |
| Tỷ lệ khán giả trung bình đạt 11.6% (số liệu theo khảo sát của công ty Video Research tại các hộ gia đình trong vùng Kantō theo thời gian thực) |                | |                            |                 |                |